# Saetta (destroyer)
Le Saetta (fanion « SA ») était un destroyer italien de la classe Dardo lancé en 1932 pour la Marine royale italienne (en italien : Regia Marina). 

## Conception et description
Les destroyers de la classe Dardo étaient des versions agrandies et améliorées de la classe Turbine précédente. Ils avaient une longueur totale de 96,15 mètres, une largeur de 9,75 mètres et un tirant d'eau moyen de 3,15 mètres. Ils déplaçaient 1 225 tonnes à charge normale et 2 150 tonnes en charge totale. Leur effectif en temps de guerre était de 6 officiers, 159 sous-officiers et marins
Les Dardo étaient propulsées par deux turbines à vapeur à engrenages Parsons, chacune entraînant un arbre d'hélice à l'aide de la vapeur fournie par trois chaudières Thornycroft. Les turbines étaient conçues pour produire 44 000 chevaux-vapeur (33 000 kW) et une vitesse de 30 nœuds (56 km/h) en service, bien que les navires aient atteint des vitesses de 38-39 nœuds (70-72 km/h) pendant leurs essais en mer alors qu'ils étaient légèrement chargés. Ils transportaient suffisamment de fuel pour avoir une autonomie de 4 600 milles nautiques (8 500 km) à une vitesse de 12 nœuds (22 km/h).
Leur batterie principale était composée de quatre canons de 120 millimètres dans deux tourelles jumelées, une à l'avant et une à l'arrière de la superstructure. La défense antiaérienne (AA) des navires de la classe Dardo était assurée par une paire de canons AA de 40 millimètres dans des affûts simples au milieu du navire et une paire d'affûts doubles pour des mitrailleuses Breda Model 1931 de 13,2 millimètres. Ils étaient équipés de six tubes lance-torpilles de 533 millimètres dans deux montages triples au milieu du navire. Bien que les navires ne soient pas dotés d'un système de sonar pour la lutte anti-sous-marine, ils sont équipés d'une paire de lanceurs de grenades sous-marines. Les Dardo peuvent transporter 54 mines.

## Construction et mise en service
Le Saetta est construit par le chantier naval Cantieri Navali del Tirreno Riuniti à Riva Trigoso, une frazione de la commune de Sestri Levante en Italie, et mis sur cale le 27 mai 1927. Il est lancé le 17 janvier 1932 et est achevé et mis en service le 10 mai 1932. Il est commissionné le même jour dans la Regia Marina.

## Histoire du service
En 1936-1938, le Saetta participe à la guerre civile espagnole. Le 11 août 1937, au cours de ce conflit, il torpille et canonne dans le canal de Sicile le pétrolier républicain espagnol Campeador, qui est incendié (avec 12 morts parmi les 42 membres d'équipage) et coule
Lors de l'entrée de l'Italie dans la Seconde Guerre mondiale, il fait partie du VIIe escadron de destroyers, aux côtés de ses navires-jumeaux (sister ships) Freccia, Dardo et Strale.
À 14h10 le 7 juillet, il quitte Tarente avec ses navires-jumeaux, les cuirassés Giulio Cesare et Conte di Cavour et le VIIIe escadron de destroyers (Folgore, Fulmine, Lampo et Baleno) pour soutenir un convoi vers la Libye (transports de troupes Esperia et Calitea, navires à moteur Marco Foscarini, Francesco Barbaro et Vettor Pisani, avec l'escorte des torpilleurs Orsa, Procione, Orione, Pegaso, Abba et Pilo).
Cette formation rejoint ensuite les 1re et 2e escadre navale, participant à la bataille de Punta Stilo le 9 juillet,.
Le 27 novembre, parti de Naples avec les cuirassés Giulio Cesare et Vittorio Veneto, ses navires-jumeaux Freccia et Dardo et le XIIIe escadron de destroyers (Granatiere, Fuciliere, Bersagliere, Alpino), il participe à la bataille non concluante de Capo Teulada,.
Au début de 1941, il subit quelques travaux qui impliquent le remplacement des systèmes de mitrailleuses jumelles Breda Model 1931 de 13,2 mm sur le pont par deux mitrailleuses simples Breda 20/65 Mod. 1935, et le remplacement des deux pièces d'obus éclairants de 120 par deux systèmes jumeaux de 20 mm.

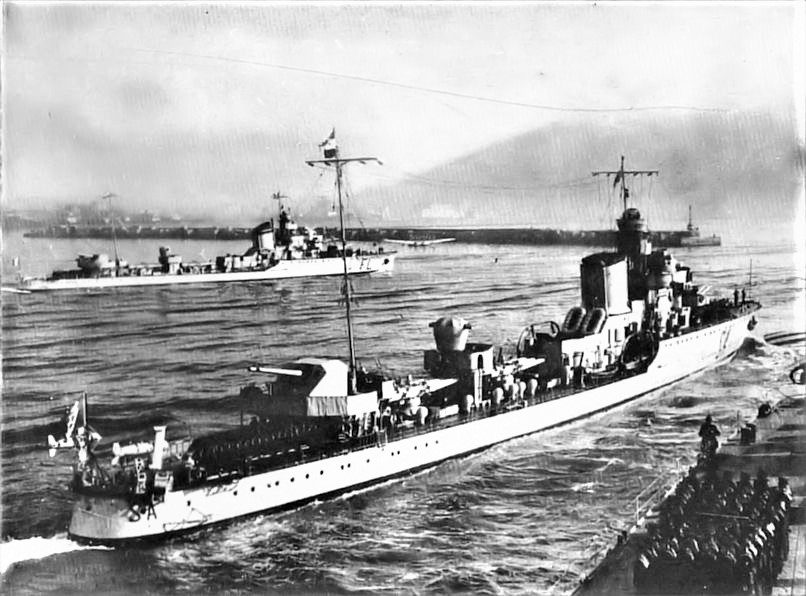
Le Saetta avec le Fulmine en navigation en 1938

Le 22 janvier, il escorte de Naples à Trapani, avec son navire-jumeau Freccia, les transports de troupes Marco Polo, Conte Rosso, Esperia et Victoria (le convoi continue jusqu'à Tripoli sous l'escorte du XIVe escadron de destroyers).
Du 5 au 7 février, il escorte de Naples à Tripoli, avec les destroyers Freccia et Tarigo (auxquels s'ajoute, le 6 février, le croiseur léger Bande Nere) un convoi de transports de troupes Marco Polo, Conte Rosso, Esperia et Calitea. Puis il les escorte également sur le chemin du retour, du 9 au 11 février.
Le 21 février, il escorte - avec les destroyers Freccia et Turbine - un convoi composé des transports Heraklea, Maritza et Menes, sur la route Naples-Tripoli, lorsque le sous-marin britannique HMS Regent torpille le Menes. Le Saetta' poursuit d'abord le sous-marin, l'endommageant, puis prend en remorque le Menes endommagé et le remorque à Tripoli,.
Le 24 février 1941, il escorte les transports de troupes Marco Polo, Conte Rosso, Esperia et Victoria de Naples à Tripoli, ainsi que les destroyers Baleno, Geniere et Camicia Nera et les torpilleurs Aldebaran et Orioneet les  transports de troupe Marco Polo, Conte Rosso, Esperia et Victoria,,. Comme escorte indirecte sont ajoutés les croiseurs légers Diaz et Bande Nere et les destroyers Ascari et Corazziere. Le lendemain le sous-marin britannique HMS Upright (N89) torpille le Diaz, qui coule à la position géographique de 34° 33′ N, 11° 45′ E, entraînant avec lui la plupart de son équipage,,.
Du 2 au 5 avril, il escorte de Naples à Tripoli, avec le destroyer Turbine et le torpilleur Orsa, un convoi composé des transports Alicante, Tembien, Maritza, Procida et Santa Fe.
Du 21 au 24 avril, il escorte (avec les destroyers Turbine, Strale et Folgore) un convoi des navires marchands Giulia, Castellon, Arcturus et Leverkusen naviguant de Naples à Tripoli.
Le 1er mai, il fait partie (avec trois autres destroyers) de l'escorte d'un convoi de cinq navires marchands qui est attaqué par le sous-marin britannique HMS Upholder (P37). Dans une première attaque, il touche mortellement le navire à moteur Arcturus et endommage sérieusement un autre navire, le Leverkusen, coulé plus tard avec le lancement d'autres torpilles malgré la tentative de remorquage du Saetta.
Le 21 juillet, il fait partie de l'escorte (avec le Folgore, le Fulmine et le Euro) d'un convoi des vapeurs Maddalena Odero, Nicolò Odero, Caffaro et Preussen sur la route Naples-Tripoli, qui sont ensuite rejoints par le pétrolier Brarena, le destroyer Fuciliere et le torpilleur Pallade. Les bombardiers-torpilleurs Fairey Swordfish du 830e escadron britannique (830° Squadron) de la Royal Air Force (RAF) attaquent les navires le lendemain au large de Pantelleria, coulant le Preussen et le Brarena,.
Le 23 novembre, il escorte le navire à moteur moderne Fabio Filzi de Trapani à Tripoli, ainsi que le destroyer Usodimare.
Le 13 décembre, dans le cadre de l'opération "M 41", il quitte Tarente pour escorter vers Benghazi, avec le destroyer Malocello et le torpilleur Pegaso, le convoi "N", formé uniquement par le navire à moteur Ankara (la "M 41" est alors interrompue),.
Le 16 décembre, il appareille à nouveau de Tarente pour escorter vers Tripoli, avec le torpilleur Pegaso, le navire à moteur allemand Ankara. Le 18 décembre, cette unité est détournée vers Benghazi.
Le 14 juin 1942, pendant la bataille de la mi-juin, il est envoyé pour porter assistance, avec les destroyers Pigafetta et Camicia Nera, au croiseur lourd Trento, endommagé par un bombardier-torpilleur. Il couvre l'unité sinistrée avec des écrans de fumée (de même que le Camicia Nera) tandis que le Pigafetta se prépare à le prendre en remorque. Le Trento est cependant torpillé à nouveau et coulé par le sous-marin britannique HMS Umbra (P35) et le Saetta à ce moment-là, avec le Pigafetta et la Camicia Nera, ne peut que sauver l'équipage naufragé,.
Toujours en juin, avec le destroyer da Recco, il fait partie de l'escorte des navires à moteur Monviso et Ankara en route vers la Libye. Le convoi est d'abord attaqué par un sous-marin avec le lancement de trois torpilles, auquel le Saetta réagit par une demi-heure de chasse anti-sous-marine infructueuse, puis il est attaqué par des avions. Le Saetta et le da Recco ont couvert les navires marchands avec des écrans de fumée et abattent un bombardier-torpilleur (endommagé par le da Recco et incendié et détruit par le Saetta), conduisant ensuite les marchands intacts à Benghazi et les escortant sur le chemin du retour (subissant d'autres attaques aériennes et sous-marines infructueuses).
Le 17 août (sous le commandement du capitaine de corvette (capitano di corvetta) Enea Picchio), il escorte de Benghazi à Brindisi, avec le da Recco et les torpilleurs Castore et Orione, les navires à moteur modernes Nino Bixio et Sestriere. Quand - à 15h35 - le Bixio est sérieusement endommagé par deux torpilles du sous-marin britannique HMS Turbulent (N98) (il est chargé de prisonniers et il y aura 434 morts), le Sestriere le prend en remorque et le ramène à Navarino avec un remorquage qui dure plus de vingt-quatre heures,,.
Toujours en août, il escorte les vapeurs Milano et Aventino lorsque, en raison d'attaques aériennes, le convoi est détourné vers la Grèce, mais il peut ensuite poursuivre sa route vers Benghazi.
Au cours de l'année 1942, il est équipé pour des remorquages rapides, remorquant vers la Libye des sous-marins désarmés convertis en dépôts flottants de carburant. Il effectue deux missions de ce type avec le vieux sous-marin Domenico Millelire, qui devient le ponton GR 248. Le 13 décembre, il remorque le Millelire, chargé de 443 tonnes de gazole.
Le 4 octobre, il rejoint, avec le destroyer Camicia Nera, l'escorte (qui comprend déjà les destroyers Folgore et Zeno'et le torpilleur Antares) du navire à moteur Sestriere, parti de Brindisi et à destination de Benghazi avec une importante cargaison (3 030 tonnes de carburant, 70 tonnes de munitions, 28 chars, 144 véhicules, 1 060 tonnes d'autres matériels). Malgré les attaques continues des bombardiers américains, les unités atteignent le port saines et sauves à 11h30 le 7 octobre.
Entre la fin 1942 et le début 1943, il subit des travaux de modification, tels que le remplacement du complexe de tubes lance-torpilles arrière par 2 mitrailleuses de 37 mm et l'embarquement de 3 mitrailleuses simples de 20 mm.
Au début de 1943, il effectue le remorquage du torpilleur Lince' et du navire à moteur Ankara.
Le 3 février, il quitte Bizerte pour escorter vers Naples, avec les torpilleurs Clio, Monsone, Uragano et Sirio, le gros pétrolier Thorsheimer,. Au large des côtes tunisiennes, le Uragano heurte une mine qui lui arrache la poupe (il coule trois heures plus tard, emportant 114 hommes). Le Saetta et le Clio s'approchent pour lui porter secours, mais dix minutes plus tard, à 9h50 (pour d'autres sources à 13h10) le Saetta touch  également une mine au milieu du navire: brisé en deux par l'explosion, il coule en moins d'une minute à la position géographique de 37° 35′ N, 10° 37′ E (27 milles nautiques (112 km) par 60° de l'Isle of Dogs (Île aux chiens)),.
Les naufragés restent deux jours à la merci de la mer déchaînée avant de pouvoir être secourus: seuls 39 survivants du Saetta sont récupérés,.
170 hommes disparurent en mer, parmi lesquels le commandant Picchio, qui, resté jusqu'au dernier moment à sa place dans la tentative de couler avec le navire, est ensuite vu dans l'eau parmi les survivants jusqu'à ce que, après quelques heures, il quitte le groupe des survivants avec son chien-loup. A sa mémoire, il lui ait attribué la Médaille d'or de la valeur militaire,.
Le Saetta avait effectué un total de 163 missions de guerre (4 avec les forces navales, 5 comme chasseur anti-sous-marin, 92 comme escorte de convoi, 10 comme entraînement et 52 comme transfert ou autre), couvrant 64 458 milles nautiques (119 377 km) et passant 252 jours en mission.

### Commandement
Commandants
- Capitaine de corvette (Capitano di corvetta) Carlo Unger di Löwenberg (né à Lucca le 11 décembre 1906) (10 juin 1940 - 31 mars 1941)
- Capitaine de corvette (Capitano di corvetta) Giulio Sandrelli (né à Rome le 9 juin 1905) (1er avril - novembre 1941)
- Capitaine de corvette (Capitano di corvetta) Antonio Biondo (né à Maglie le 23 décembre 1906) (novembre 1941 - 25 janvier 1942)
- Capitaine de corvette (Capitano di corvetta) Manlio Minucci (né à Radda in Chianti le 13 août 1903) (26 janvier - 2 juin 1942)
- Capitaine de corvette (Capitano di corvetta) Enea Picchio (né à Oleggio le 21 septembre 1906) (+) (20 juillet 1942 - 3 février 1943)

### Source
- (it) Cet article est partiellement ou en totalité issu de l’article de Wikipédia en italien intitulé « Saetta (cacciatorpediniere) » (voir la liste des auteurs).